# Robert Sciardis
Robert Sciardis, né le 26 septembre 1939 à Les Ponts-de-Cé et mort le 4 mars 2017 à Chambéry,, est un coureur cycliste français actif de 1958 à 1963.

## Biographie
Il est le fils de Giuseppe Sciardis et le neveu de Gino Sciardis également coureurs cyclistes.

## Palmarès
- 1958
  - Paris-Conches
  - 2e du Championnat de France de cyclisme sur route amateur
  - 3e de Paris-Mantes Cycliste
- 1959
  -  Champion de France de poursuite par équipes
  - 2e de Paris-Conches
- 1960
  - Paris-Ézy
  - 3e à la 8e étape de la Course de la Paix